# Квесис, Юлиус Карлович
Ю́лиус Ка́рлович Кве́сис (1892 или 1896 — 1918) — большевик, участник Октябрьской революции, один из создателей Красной гвардии.

## Биография
Юлиус Карлович Квесис родился в Латвии в 1896 году (по другим данным — в 1892 году). Латыш по национальности, лютеранин по вероисповеданию. Был рабочим-металлистом. Работал в Либаве на заводе «Унион». 
В 1915 году завод был эвакуирован в Москву и переименован в Военно-артиллерийский. Квесис вёл на заводе антивоенную агитацию, неоднократно возглавлял забастовки. После Февральской революции 1917 года стал членом военной комиссии Бутырского районного комитета РСДРП (б). Активно участвовал в создании Красной гвардии. С августа 1917 года — начальник штаба Красной гвардии Бутырского района. 
Во время Октябрьского вооружённого восстания в Москве организовывал охрану наиболее важных объектов в Бутырском районе, формировал отряды Красной гвардии. С 30 октября принимал участие в боях против юнкеров в районе Никитских ворот, Театральной площади, у гостиницы «Метрополь». После установления советской власти член штаба Красной гвардии Москвы. Был также членом исполкома и райкома Бутырского района.
Скончался 12 мая 1918 года в Москве от разрыва сердца по пути домой. Похоронен 16 мая на Братском кладбище.
12 августа 1924 года в его честь были названы две улицы в Москве: 1-я Квесисская (бывшая 1-я Богородицкая) и 2-я Квесисская (бывшие 2-я Богородицкая и Рождественская).

## Семья
Брат — Карл Карлович Квесис (1898-1955), инженер-гидростроитель, работник Главгидростроя НКВД СССР.